# Imperial Star Destroyer
De Imperial Star Destroyer (letterlijk 'keizerlijke sterrenvernietiger') is een fictief ruimteschip uit de filmserie Star Wars. De typische wigvorm van dit schip heeft ervoor gezorgd dat het een van de herkenbaarste grote ruimteschepen is uit het Star Wars-universum. Deze ruimteschepen vormen de basis van de keizerlijke vloot, en met hun lengte van 1,6 kilometer zijn ze erg indrukwekkend. De toch al grote ruimteschepen hebben ook een enorme brug achter op het schip, waarop de twee hoofdschildgeneratoren staan.
Zij zijn uitgerust met 60 ionenkanonnen en 60 turbolasers, en hebben 72 TIE Fighters aan boord, onderverdeeld in groepen van twaalf. Daarnaast hebben zij standaard 9700 grondtroepen (zoals AT-AT's en AT-ST's) aan boord voor de invasie van planeten.

## Varianten
De Imperial-klasse is ontstaan uit verschillende ontwerpen van Star destroyers. Vooral de Victory- en de Venator-klassen hebben een grote rol gespeeld in het ontwerp van de Imperial-klasse.
Al deze varianten zijn ontworpen door het fictieve bedrijf Kuat Drive Yards.